# Afrolathys tanzanica
Espèce
Afrolathys tanzanica est une espèce d'araignées aranéomorphes de la famille des Lathyidae.

## Distribution
Cette espèce est endémique de la région de Tanga en Tanzanie,. Elle se rencontre dans les monts Usambara occidentaux.

## Description
Le mâle holotype mesure 1,48 mm et la femelle paratype 1,88 mm

## Systématique et taxinomie
Cette espèce a été décrite par Cala-Riquelme, Al-Jamal et Esposito en 2025.

## Étymologie
Son nom d'espèce lui a été donné en référence au lieu de sa découverte, la Tanzanie.

## Publication originale
- Montana, Cala-Riquelme, Crews, Gorneau, Al-Jamal, Alequín, Spagna, Ballarin & Esposito, 2025 : « Tailor's drawer no more: a reappraisal of the spider family Dictynidae O. Pickard-Cambridge, 1871 sensu lato. » Zoological Journal of the Linnean Society, vol. 204, no 2, zlaf007, p. 1-97.